# Leichtathletik-Weltmeisterschaften 2005/400 m Hürden der Männer

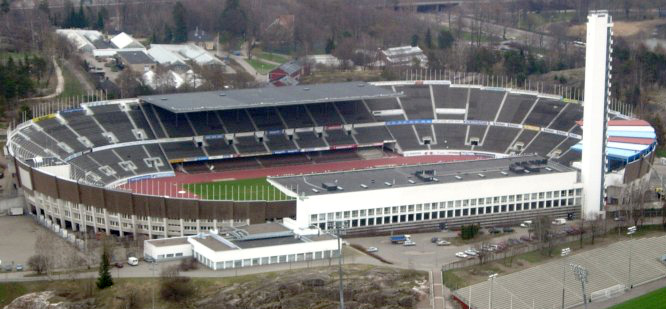
Das Olympiastadion in Helsinki im Mai 2005

Der 400-Meter-Hürdenlauf der Männer bei den Leichtathletik-Weltmeisterschaften 2005 wurde vom 6. bis 9. August 2005 im Olympiastadion der finnischen Hauptstadt Helsinki ausgetragen.
In diesem Wettbewerb gab es einen US-amerikanischen Doppelerfolg. Weltmeister wurde Bershawn Jackson. Silber gewann James Carter. Bronze ging wie schon bei den Weltmeisterschaften 2001 an den Japaner Dai Tamesue.

## Bestehende Rekorde
| Weltrekord               | 46,78 s | Kevin Young | OS 1992 in Barcelona, Spanien     | 6. August 1992  |
| Weltmeisterschaftsrekord | 47,18 s | Kevin Young | WM 1993 in Stuttgart, Deutschland | 19. August 1993 |

Der bestehende WM-Rekord wurde bei diesen Weltmeisterschaften nicht eingestellt und nicht verbessert.
Hier waren ein Kontinental- und ein Landesrekord zu verzeichnen.
- Kontinentalrekord:
  - 47,84 s (Südamerikarekord) – Bayano Kamani (Panama), Halbfinale am 7. August

- Landesrekord:
  - 50,90 s – O’Neil Wright (Liberia), 4. Vorlauf am 6. August

## Vorrunde
Die Vorrunde wurde in fünf Läufen durchgeführt. Die ersten vier Athleten pro Lauf – hellblau unterlegt – sowie die darüber hinaus vier zeitschnellsten Läufer – hellgrün unterlegt – qualifizierten sich für das Halbfinale.

### Vorlauf 1
6. August 2005, 13:50 Uhr
| Platz | Name               | Nation      | Zeit (s) |
| ----- | ------------------ | ----------- | -------- |
| 1     | Kerron Clement     | USA         | 48,98    |
| 2     | Danny McFarlane    | Jamaika     | 49,37    |
| 3     | Pieter de Villiers | Südafrika   | 49,81    |
| 4     | Yacnier Luis       | Kuba        | 49,96    |
| 5     | Christian Duma     | Deutschland | 50,04    |
| 6     | Ibrahim Maïga      | Mali        | 50,62    |
| 7     | Kurt Couto         | Mosambik    | 52,04    |

### Vorlauf 2
6. August 2005, 13:58 Uhr
| Platz | Name             | Nation     | Zeit (s) |
| ----- | ---------------- | ---------- | -------- |
| 1     | Kemel Thompson   | Jamaika    | 49,33    |
| 2     | Naman Keïta      | Frankreich | 49,58    |
| 3     | Gianni Carabelli | Italien    | 49,87    |
| 4     | Kenji Narisako   | Japan      | 49,87    |
| 5     | Ari-Pekka Lattu  | Finnland   | 50,23    |
| 6     | Mikael Jakobsson | Schweden   | 50,35    |

### Vorlauf 3
6. August 2005, 14:06 Uhr
| Platz | Name                   | Nation                  | Zeit (s) |
| ----- | ---------------------- | ----------------------- | -------- |
| 1     | Bershawn Jackson       | USA                     | 49,34    |
| 2     | Félix Sánchez          | Dominikanische Republik | 49,47    |
| 3     | Jewgeni Meleschenko    | Kasachstan              | 49,67    |
| 4     | Llewellyn Herbert      | Südafrika               | 49,98    |
| 5     | Sergio Hierrezuelo     | Kuba                    | 50,13    |
| 6     | Eduardo Iván Rodríguez | Spanien                 | 50,22    |
| 7     | Aleksey Pogorelov      | Kirgisistan             | 53,44    |

### Vorlauf 4

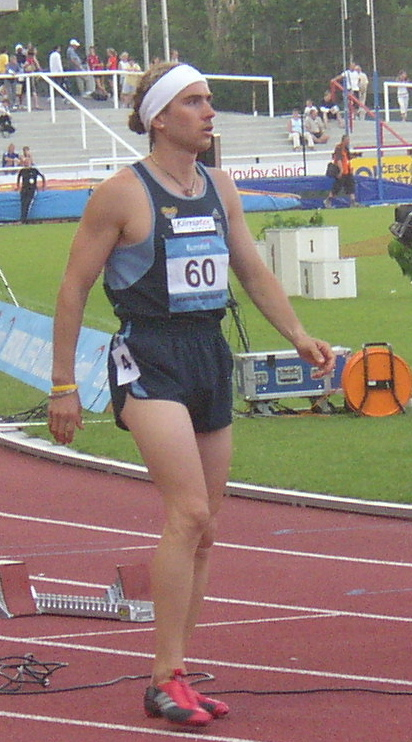
Jiří Mužík wurde nach einer nicht korrekten Hürdenüberquerung disqualifiziert

6. August 2005, 14:14 Uhr
| Platz | Name                  | Nation         | Zeit (s)                                       |
| ----- | --------------------- | -------------- | ---------------------------------------------- |
| 1     | Periklis Iakovakis    | Griechenland   | 49,22                                          |
| 2     | Louis Jacobus van Zyl | Südafrika      | 49,35                                          |
| 3     | Rhys Williams         | Großbritannien | 49,73                                          |
| 4     | Dean Griffiths        | Jamaika        | 49,79                                          |
| 5     | O’Neil Wright         | Liberia        | 50,90 NR                                       |
| DSQ   | Jiří Mužík            | Tschechien     | IAAF Rule 168.7 – Unkorrekte Hürdenüberquerung |

### Vorlauf 5
6. August 2005, 14:22 Uhr
| Platz | Name                    | Nation        | Zeit (s) |
| ----- | ----------------------- | ------------- | -------- |
| 1     | James Carter            | USA           | 49,05    |
| 2     | Dai Tamesue             | Japan         | 49,17    |
| 3     | Bayano Kamani           | Panama        | 49,18    |
| 4     | Hadi Soua’an al-Somaily | Saudi-Arabien | 49,70    |
| 5     | Ákos Dezsö              | Ungarn        | 51,35    |
| 6     | Aleki Toetu’u Sapoi     | Tonga         | 56,06    |
| DNF   | Edivaldo Monteiro       | Portugal      |          |

## Halbfinale
Aus den drei Halbfinalläufen qualifizierten sich die jeweils ersten beiden Athleten – hellblau unterlegt – sowie die darüber hinaus zwei zeitschnellsten Läufer – hellgrün unterlegt – für das Finale.

### Halbfinallauf 1
7. August 2005, 21:00 Uhr
| Platz | Name                   | Nation                  | Zeit (s) |
| ----- | ---------------------- | ----------------------- | -------- |
| 1     | James Carter           | USA                     | 47,78    |
| 2     | Bayano Kamani          | Panama                  | 47,84 SR |
| 3     | Félix Sánchez          | Dominikanische Republik | 48,24    |
| 4     | Dai Tamesue            | Japan                   | 48,46    |
| 5     | Pieter de Villiers     | Südafrika               | 49,75    |
| 6     | Dean Griffiths         | Jamaika                 | 49,89    |
| 7     | Eduardo Iván Rodríguez | Spanien                 | 49,97    |
| 8     | Christian Duma         | Deutschland             | 50,25    |

### Halbfinallauf 2

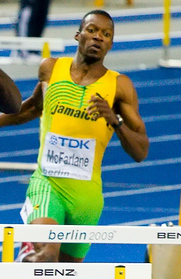
Danny McFarlane schied als Fünfter seines Rennens im Halbfinale aus
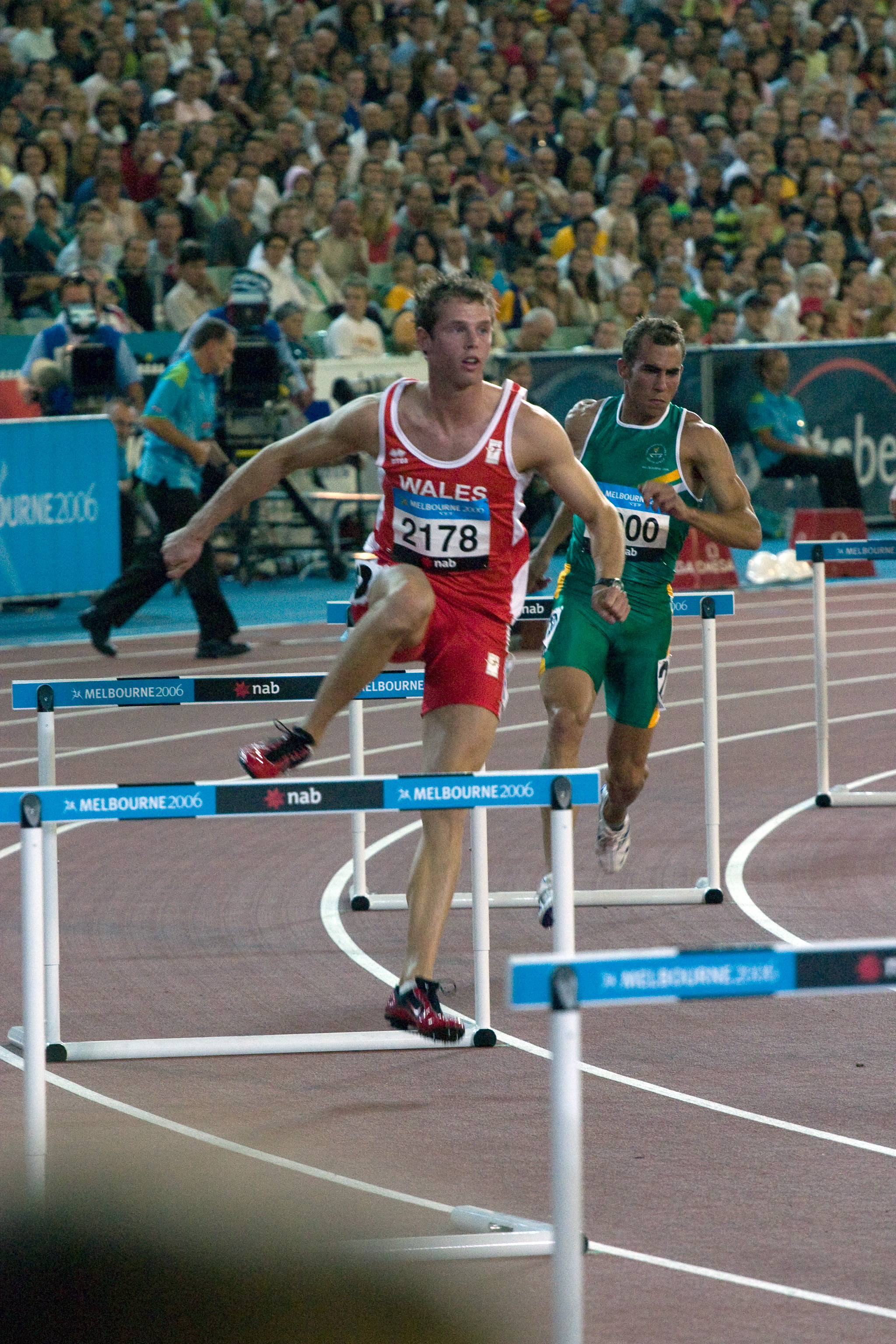
Rhys Williams blieb im Halbfinale mit einer Zeit von deutlich über 49 Sekunden chancenlos

7. August 2005, 21:08 Uhr
| Platz | Name                  | Nation         | Zeit (s)                                       |
| ----- | --------------------- | -------------- | ---------------------------------------------- |
| 1     | Louis Jacobus van Zyl | Südafrika      | 48,16                                          |
| 2     | Kerron Clement        | USA            | 48,49                                          |
| 3     | Kenji Narisako        | Japan          | 49,00                                          |
| 4     | Jewgeni Meleschenko   | Kasachstan     | 49,22                                          |
| 5     | Danny McFarlane       | Jamaika        | 49,41                                          |
| 6     | Rhys Williams         | Großbritannien | 49,67                                          |
| 7     | Ari-Pekka Lattu       | Finnland       | 49,81                                          |
| DSQ   | Yacnier Luis          | Kuba           | IAAF Rule 168.7 – Unkorrekte Hürdenüberquerung |

### Halbfinallauf 3

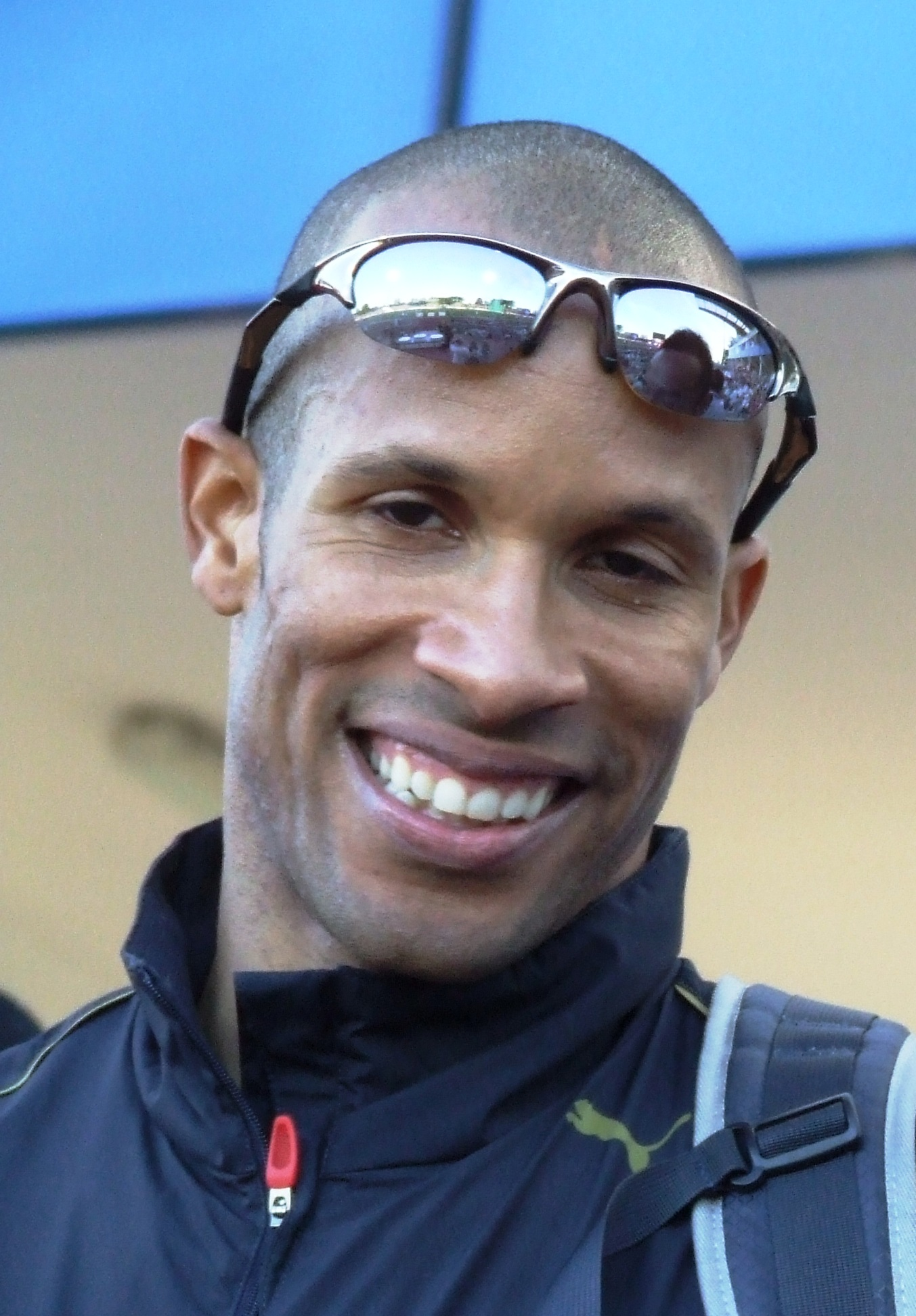
Kemel Thompson verpasste das Finale um einen Rang bzw. vier Hundertstelsekunden
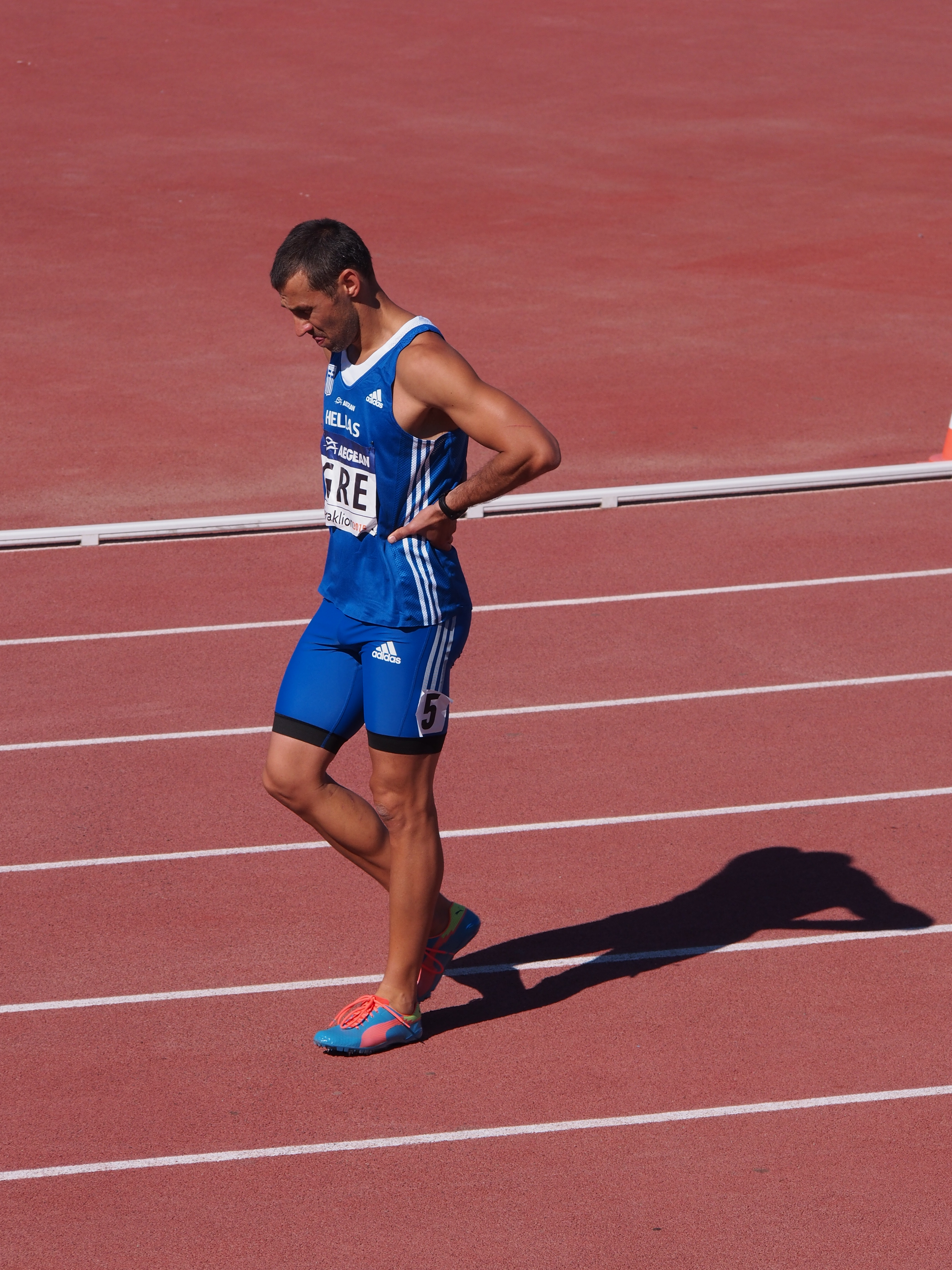
Periklis Iakovakis scheiterte als Fünfter seines Laufs im Halbfinale
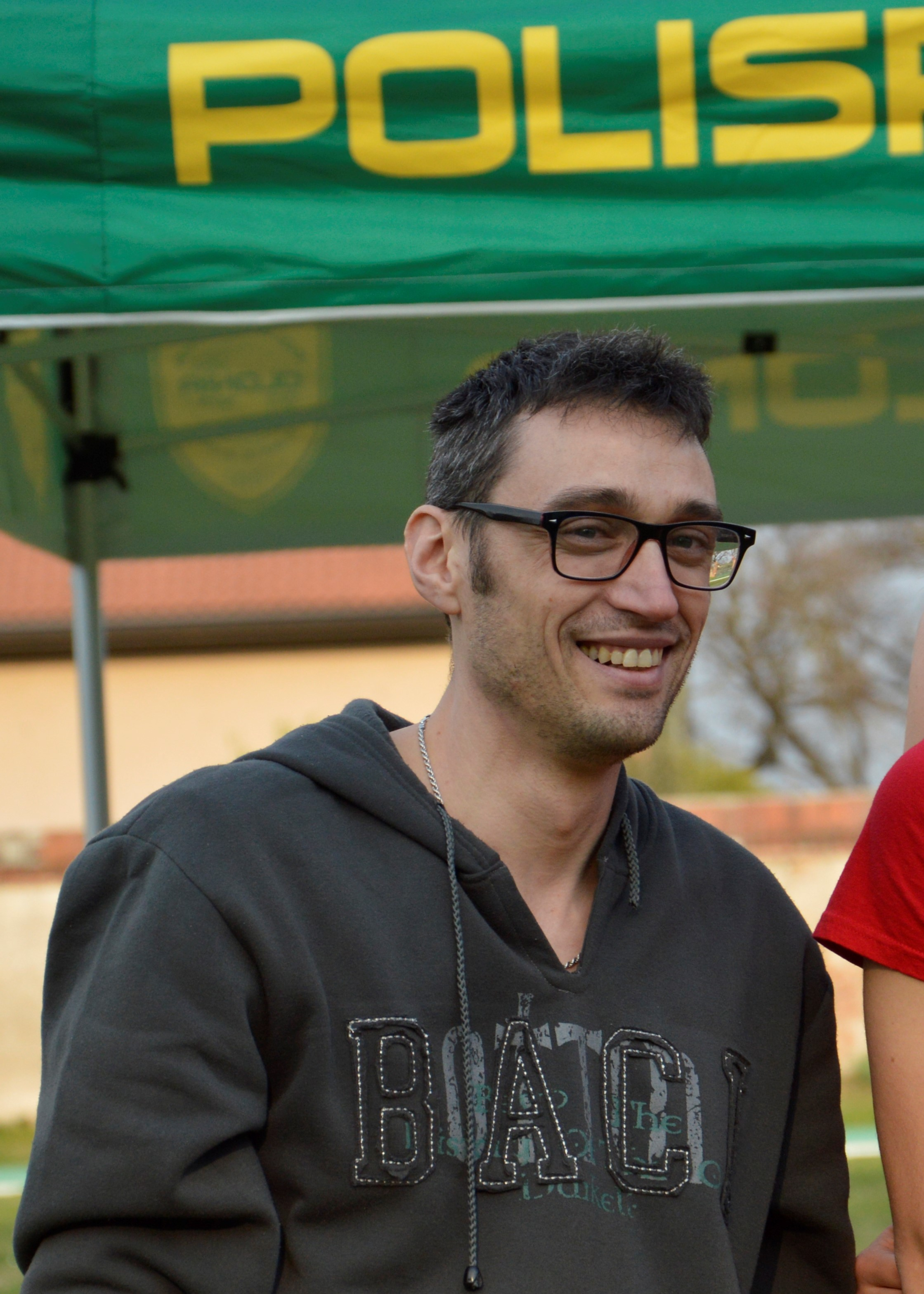
Gianni Carabellis siebter Rang in seinem Halbfinale reichte nicht zur Finalteilnahme

7. August 2005, 21:16 Uhr
| Platz | Name                    | Nation        | Zeit (s) |
| ----- | ----------------------- | ------------- | -------- |
| 1     | Bershawn Jackson        | USA           | 48,19    |
| 2     | Naman Keïta             | Frankreich    | 48,60    |
| 3     | Kemel Thompson          | Jamaika       | 48,64    |
| 4     | Hadi Soua’an al-Somaily | Saudi-Arabien | 49,09    |
| 5     | Periklis Iakovakis      | Griechenland  | 49,28    |
| 6     | Sergio Hierrezuelo      | Kuba          | 49,66    |
| 7     | Gianni Carabelli        | Italien       | 49,77    |
| 8     | Llewellyn Herbert       | Südafrika     | 50,67    |

## Finale

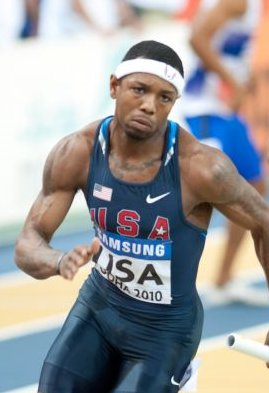
Weltmeister Bershawn Jackson

9. August 2005, 21:50 Uhr
| Platz | Name                  | Nation                  | Zeit (s) |
| ----- | --------------------- | ----------------------- | -------- |
| 1     | Bershawn Jackson      | USA                     | 47,30    |
| 2     | James Carter          | USA                     | 47,43    |
| 3     | Dai Tamesue           | Japan                   | 48,10    |
| 4     | Kerron Clement        | USA                     | 48,18    |
| 5     | Naman Keïta           | Frankreich              | 48,28    |
| 6     | Louis Jacobus van Zyl | Südafrika               | 48,54    |
| 7     | Bayano Kamani         | Panama                  | 50,18    |
| DNF   | Félix Sánchez         | Dominikanische Republik |          |

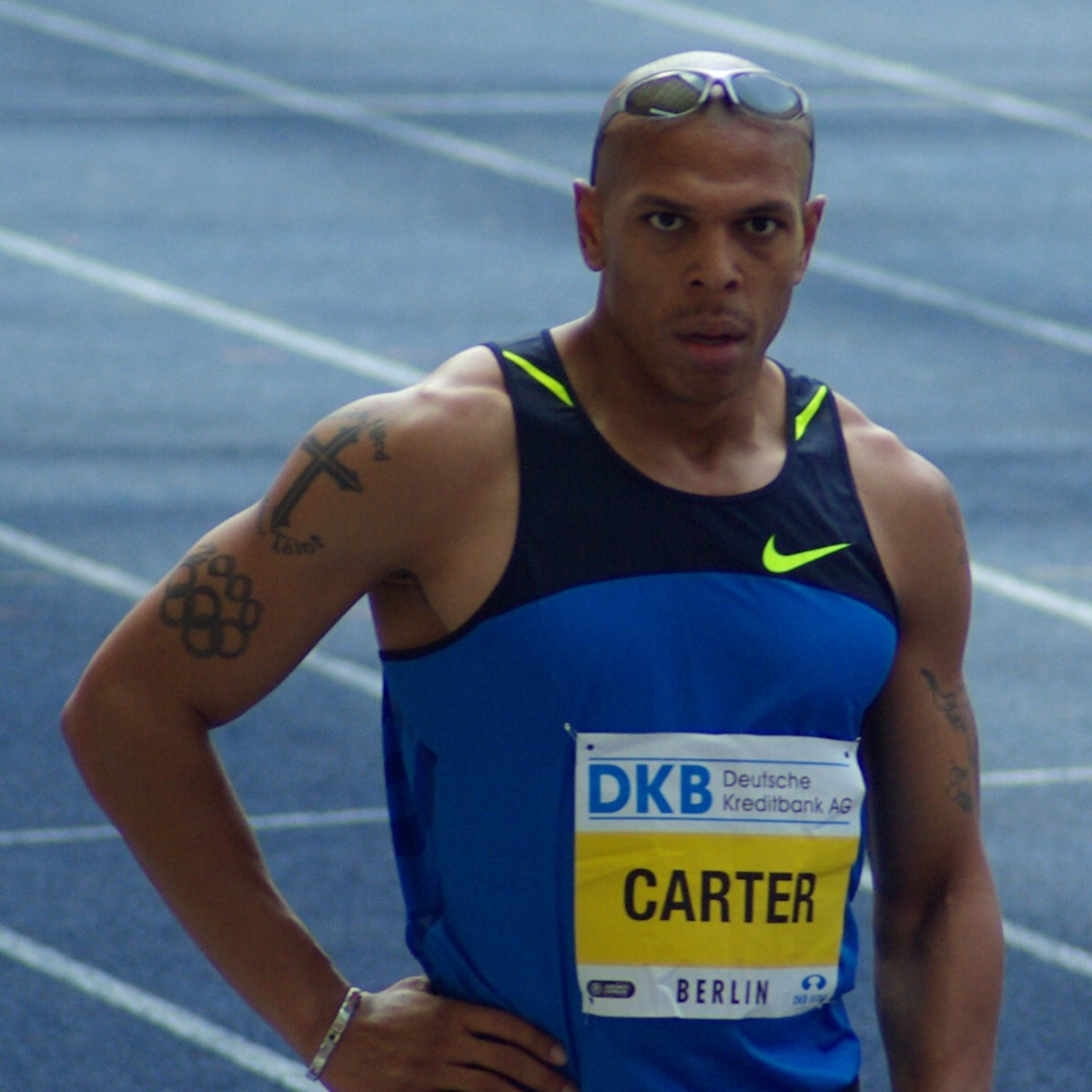
Vizeweltmeister James Carter
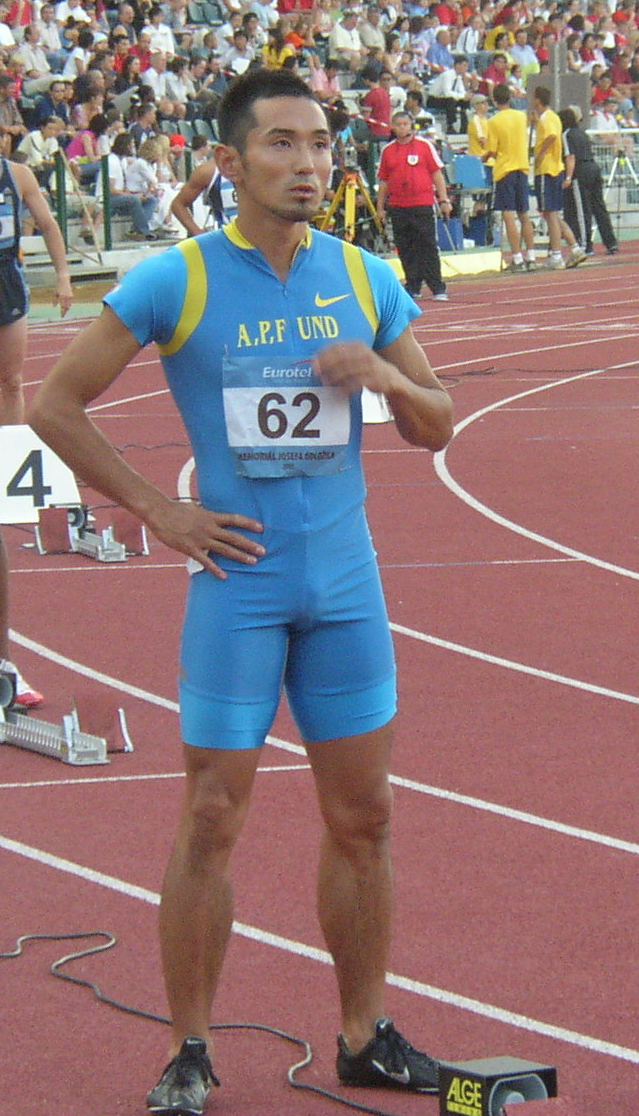
Bronzemedaillengewinner Dai Tamesue
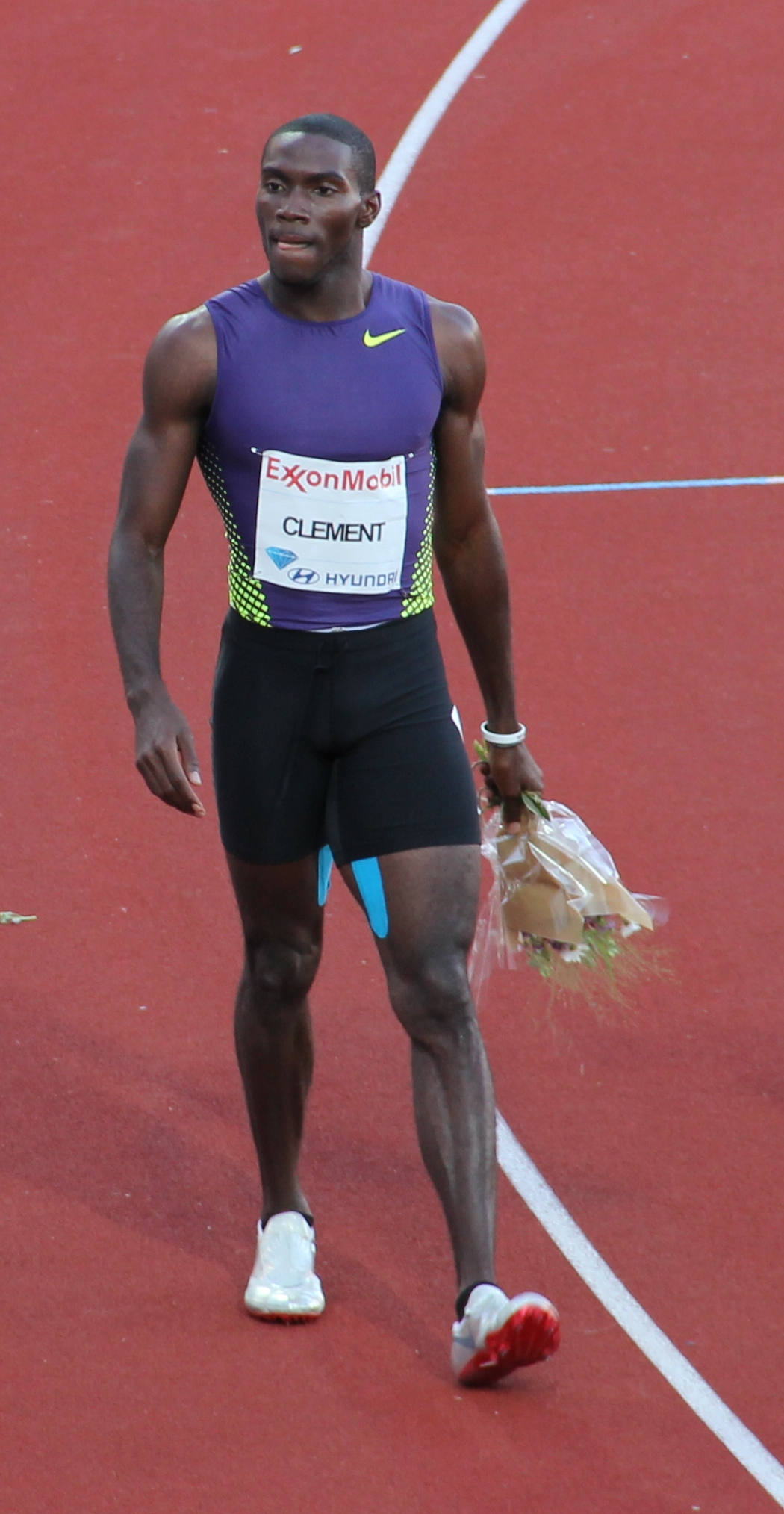
Kerron Clement kam auf den vierten Platz – er hatte noch zahlreiche große Erfolge vor sich
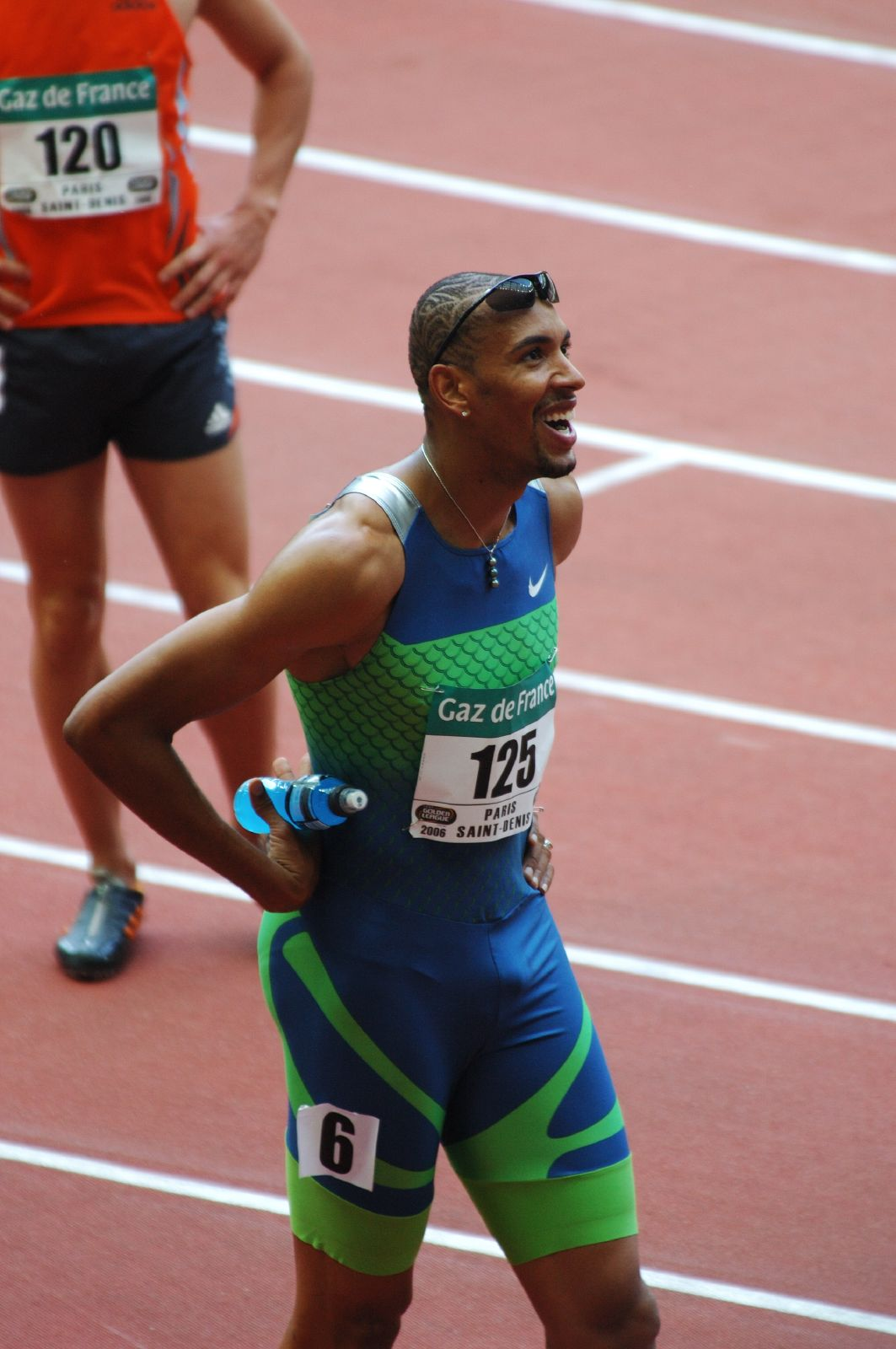
Naman Keïta, 2004 Olympiadritter, erreichte Platz fünf
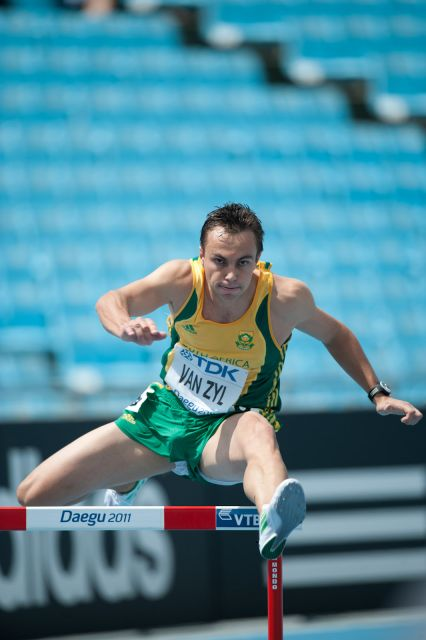
Louis Jacobus van Zyl belegte Rang sechs
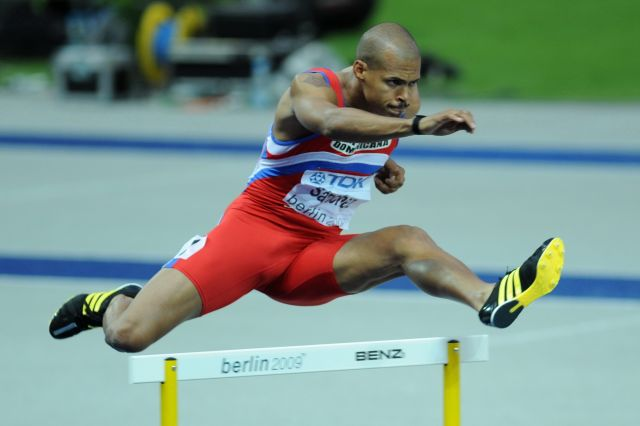
Der zweifache Weltmeister (2001/2003) und aktuelle Olympiasieger Félix Sánchez trat hier verletzungsbedingt nicht in der großen Form vergangener Jahre an und erreichte nicht das Ziel – er kam allerdings später wieder gestärkt zurück

## Video
- 2005 World Championship Men's 400m Hurdles, youtube.com, abgerufen am 29. September 2020